# Camille Lecrique
Pour les articles homonymes, voir Lecrique.
 (mai 2019).
Œuvres principales
- L’Épopée de la Vie - (Pierre Seghers, 1951),
- Le Clavier de granit (La Dryade, 1962),
- Aveux - (Éditions Universitaire, 1966),
- Le Chant des steppes - (Collection Poésie des Cahiers Ardennais, 1972),
- Écumes - (Chez l'auteur, Imprimerie Savreux à Charleville Mézières 1978),
- Les Croquignoles - (Chez l'auteur 1979),
- L'Ombre des jours - (Librairie bleue, Troyes, 1988).

Camille Joseph Lecrique, né le 19 mars 1915 à Mézières (Ardennes) et mort le 13 août 1992 à Charleville-Mézières est un poète français du XXe siècle. Très attaché à sa région ardennaise, il laisse, pour Robert Sabatier, une œuvre poétique de qualité et des poèmes « riches d'humanité et d'observation quotidienne ».
Il participe à la Seconde Guerre mondiale au cours de laquelle il est fait prisonnier dans les stalags d'Allemagne, cette épreuve lui inspira de nombreux poèmes.

## Biographie
Camille Lecrique naît à Mézières le 19 mars 1915 dans une France en guerre « ...son père est à la guerre. une prime enfance donc nourrie de la seule affection de la mère.... ». De parents ouvriers d'origine rurale ardennaise, il est le fils unique de Victor Lecrique, cheminot. Il passe son enfance et son adolescence dans un milieu très modeste dans le quartier de Mohon où il cultive un amour précoce pour les livres. Le Directeur de l’École ayant repéré cet amour des livres lui confie même le poste d'aide-bibliothécaire le samedi matin,.
La nomination en 1929 à Audun-le-Roman (Meurthe-et-Moselle) de son père cheminot le conduit à suivre le Cours complémentaire de Longwy où se produit la première révélation de sa vocation poétique. À cette époque, le jeune adolescent découvre, en effet, Frédéric Mistral et Alphonse de Lamartine et la poésie ne le quittera plus jamais,.
Dans les années 1930/1932, il reviendra vivre dans les Ardennes où sa famille s'établit à Nouvion-sur-Meuse,. Il retourne alors à l'école de garçons de Mohon et c'est au Cours complémentaire qu'il se lie d'amitié avec André Paquot (mort pour la France le 15 mai 1940) qui écrit aussi des poèmes.
Entre 1931 et 1934, il suit les cours de l'École normale de Charleville (devenue Charleville-Mézières, ville d'Arthur Rimbaud) où il commence véritablement à écrire ses premiers poèmes mais ces textes restent confidentiels. À sa sortie de l’École normale, il occupe pour une courte durée ses tout premiers postes d'instituteur à Blagny, Sedan et Vrigne-aux-Bois (Ardennes),.
En 1937, Il a 22 ans quand il épouse une jeune femme picarde native de la Capelle (Aisne) qui donne naissance à trois filles,. Il est ensuite amené à effectuer ses deux ans de Service militaire et est affecté, sans tarder, à Montmédy puis à Sedan (Ardennes),.
En 1939, la Seconde Guerre mondiale est déclarée. Il est mobilisé sur le front de l'Est en tant que sergent. Dans les premiers jours de l'offensive allemande, il est capturé à Dom-le-Mesnil (Ardennes) le 14 mai 1940 et emprisonné dans les stalags d'Allemagne de 1940 à 1945,. Lors de sa captivité, il rencontre dans la baraque des "évadés repris" Félix Franc, enseignant, soldat et prisonnier comme lui, anecdote évoquée dans la postface du recueil Dits de mémoire et autres paroles œuvres posthumes et dans la Kartoffe, Journal clandestin du Stalag IIIA,,.
À la fin de la guerre, il est libéré et rejoint sa famille dans les Ardennes après cinq années d'une captivité qui le marque à jamais et qui lui inspira de nombreux poèmes dont Nuit de sang. Il est tout d'abord nommé instituteur à Carignan, de 1946 à 1947 à l'école Villière à Mohon puis en 1947 professeur de français (et un peu d'allemand) jusqu'en 1971 au collège à Mohon où il fut également élève (anciennement Cours Complémentaire rue Baudin, actuellement École publique élémentaire Baudin-Dolet).
En 1946, il montre quelques poèmes à Henri Manceau, son ancien professeur de français à l'École normale, qui l'encourage.
En 1951, Camille Lecrique se décide à envoyer « à tout hasard » un manuscrit à Pierre Seghers inspiré par la naissance en 1950 de sa troisième fille Sylvie, intitulé l’Épopée de la vie et il est édité.
Entre 1951 et 1988, il publie sept recueils de poèmes de son vivant et reçoit quatre récompenses dont le prix Paul Verlaine en 1967 pour son recueil intitulé Aveux et le prix Ardenne-Eifel en 1962 pour son récit en prose Au-delà des portes vertes.
Camille Lecrique écrit la préface du livre de Jules Leroux intitulé Léon Chatry instituteur,. À ce sujet, sa fille Josiane Lecrique évoquera l'écriture de cette préface ainsi que son père dans un livre consacré à quelques poètes ardennais « Si Camille Lecrique a écrit cette préface, c'est qu'il y avait entre les deux hommes beaucoup de points communs...mon père fut toute sa vie, instituteur puis professeur dans les Ardennes. Peintre à ses heures, il excellait dans le conte, les nouvelles, les préfaces, la critique littéraire. Mais c'est à la poésie qu'il s'est le plus consacré.. » .
Selon, JCL Geoffroy, journaliste, Camille Lecrique appartient aux grandes générations ardennaises « ...Camille Lecrique n'est pas un inconnu dans le monde de la poésie, il appartient aux grandes générations ardennaises qui comptent dans leurs rangs des écrivains aussi divers qu'André Dhôtel, Luc Bérimont, Jean-Paul Vaillant, Hubert Juin (auquel Camille Lecrique a consacré un essai) et Frédérick Tristan... ».
Poète amoureux de la langue française, il est considéré comme l'un des défenseurs de la poésie dans sa région natale. Son gendre, Robert Cecconello, ancien professeur de français (et d'anglais), écrivain et collaborateur de la revue Terres ardennaises soulignera son investissement auprès des écrivains ardennais « ...la poésie, bien-sûr ! Mais aussi les poètes...Il se dépensait sans compter pour écrire des articles, lire et corriger des manuscrits, répondre à ses nombreux correspondants... »[source insuffisante].
Profondément attaché à l'Ardenne, il reste, néanmoins, ouvert sur le monde qui l'entoure. Ses nombreux voyages vont nourrir son imaginaire et sa plume : l’Égypte, l'Inde, l'Union soviétique, le Mexique, la Turquie, l'Espagne, la Grèce, l'Italie, la Roumanie.
Camille Lecrique est mort à Charleville-Mézières à l'âge de 77 ans, le 12 août 1992. Au sujet de la mort, Camille Lecrique écrivait : « Aimer est la seule façon de vivre, mourir rien d'autre que quitter ceux qu'on aime »

## Société des écrivains ardennais (SEA) et la revueLa Grive
- Parrainé par Jean Rogissart (Prix Renaudot 1937), il devient en 1950 membre de la Société des écrivains ardennais (SEA) où il se lie d'amitié avec Jean-Paul Vaillant, son fondateur et secrétaire général.
- Jean-Paul Vaillant est aussi le fondateur et directeur de la revue La Grive dans laquelle Camille Lecrique va publier de nombreux articles et poèmes[20],[21].
- De 1954 à 1972, il tient la chronique de poésie dans la revue La Grive, ce qui lui vaut un courrier élogieux de bien des poètes. Il collabore également à de nombreuses revues littéraires en France et en Belgique (La Dryade fondée par Georges Bouillon) ce qui lui permet de rencontrer Georges Bouillon, Hubert Juin, Georges Jacquemin, Claude Seignolle...
- Entre 1971 et 1989, il occupe les fonctions de Secrétaire général puis de Vice-président avec Jacques Vadon et enfin succédant à André Dhôtel, il devient Président de la Société des écrivains ardennais (SEA) de 1989 jusqu'à son décès en 1992[22].

## Œuvres
Sept recueils de poèmes de Camille Lecrique sont parus de son vivant :
- L’Épopée de la vie - éditions Pierre Seghers, Paris 1951[23],
- Le Clavier de granit - La Dryade, 1962[24],
- Aveux - éditions "Universitaires", 1966)[23],
- Le Chant des steppes - collection Poésie des cahiers ardennais, 1972)[23],
- Écumes - chez l'auteur, imprimerie Savreux à Charleville Mézières 1978)[25],
- Les Croquignoles - chez l'auteur, Charleville-Mézières 1979[23],
- L'Ombre des jours - librairie Bleue, Troyes, 1988[23].
- Certains des recueils de poèmes précités ont été illustrés par Camille Lecrique.

Autres :
- L'Enfant dans la rue, poème de Camille Lecrique - 1948,

- Hubert Juin, étude - éditions Araxes, Paris 1962, Robert Sabatier cite cet ouvrage dans son livre sur l'Histoire de la poésie française du XXe siècle, volume 3[2].

- Comme un retour des dieux, récit publié dans Audace - recueil littéraire trimestriel, Bruxelles, 1964.

- Elise Champagne, étude - éditions La Grive, 1969.

- Chant de l'eau vive - éditions Terres ardennaises, 1987[23].

### Œuvres posthumes
- Orphée et Eurydice - éditions la Bartabelle, 1993,

- D'amour et de mort davantage - éditions ARCAM, Paris 1994[23].

- Une forêt de voix suivi de Sonnets du jour et de la nuit - éditions ARCAM, Paris 1995[23].

- Dits de mémoire et autres paroles - éditions ARCAM, Paris 1996[26].

Un recueil présenté par Georges Jacquemin (poète, écrivain, critique littéraire, professeur de littérature à l’École normale de Virton (Belgique), élève de Georges Bouillon) qui rassemble 133 poèmes de Camille Lecrique choisis parmi les sept recueils de l’Épopée de la vie à l'ombre des jours a été édité en 1991 :
- La nuit fait l'aube - volume n°6 les classiques ardennais - SEA (Société des écrivains ardennais) - 271 pages[27].

### Divers
- Reflets d'Ardenne, recueil de poèmes de L. Marcel Perrier , Illustrations d'Yves Albiser, post préface de Camille Lecrique - imprimerie Soupault, Sedan 1970.

- Les Romans rustiques, livre de Jean Rogissart, Illustrations de Simon Cocu, Pierre Rogissart-Seemann, préface de Michel Tamine, Postface de Camille Lecrique - Terres ardennaises, 1994[22].

- Léon Chatry, instituteur de Jules Leroux (réédition), présentation de Camille Lecrique - Lyon : la Manufacture, 1985[28].

- Terres ardennaises[29] :
  - N°69 - Décembre 1999 : Camille Lecrique (1915-1992) - Récits personnels,
  - N°67 - Juin 1999 : Camille Lecrique (1915-1992) - Récits personnels,
  - N°66 - Mars 1999 : Camille Lecrique (1915-1992) - Récits personnels.

## Évènementiels
Du 25 avril au 14 mai 1972 : exposition à Charleville-Mézières, salle de Nevers des 101 sonnets qui composent Le Chant des steppes, accompagnés des 101 dessins de l'auteur (12 figurent dans le livre), dans un cadre pictural du peintre ardennais Jean-Jacques Rossbach.
- 1975 : réalisation de l'anthologie Écrivains ardennais d'aujourd'hui pour le 50e anniversaire de la fondation de la Société des écrivains ardennais (SEA)[30].

- 1985 : organisation de la participation des écrivains ardennais au livre Rencontre en Ardenne (suite du livre Une Ardenne auquel il avait déjà participé en 1977), réalisé en collaboration avec l'Union artistique des Ardennes.

## Récompenses littéraires
- Prix de la Côte de Granit rose, attribué à Camille Lecrique lors de la fête des Chantres du Trégor en août 1960 à la Clarté-Ploumanac'h (Perros-Guirec) pour le recueil de poèmes le Clavier de granit.
- Prix Paul Verlaine, attribué à Camille Lecrique pour le recueil de poèmes Aveux en 1967[12].
- Prix Ardenne-Eifel attribué à Camille Lecrique en 1962 pour le poème Au-delà des portes vertes publié dans la revue La Grive n°17 du 1er janvier 1963 - illustrations de P. Rogissart - H. Juin - P. Vloebergh - Briet / Marie Howet - Les livres / Briet - Vaillant - Lecrique.
- Prix Marie Bonheur du Goéland (Paramé, Directeur Théophile Briant) attribué à Camille Lecrique en 1950 pour le poème l'Enfant dans la rue.

## Hommages à Camille Lecrique
- À l'occasion du Printemps des poètes 2015 et du 90e Printemps de la Société des écrivains ardennais organisation de deux soirées par Richard Dalla Rosa, Président actuel de la Société, avec lecture de poèmes de différents auteurs ardennais et une mise à l'honneur de Camille Lecrique dont c'était le 100e anniversaire de la naissance[31].
- L'écrivain ardennais Yanny Hureaux a rendu hommage à Camille Lecrique dans son billet quotidien La Beuquette en choisissant pour titre un de ses vers Viens donc ici, ô poésie dans le journal L'Ardennais du 20 mars 2015 (mis en ligne le 19 mars par l'Union-L'Ardennais)[32]. Yanny Hureaux a été secrétaire général de la Société des écrivains ardennais (SEA), fondée en 1925 par Jean-Paul Vaillant et présidée par Richard Dalla Rosa depuis 2004.
- « Après Marcel Perrier....c'est une autre plume ardennaise que célèbre ce vendredi 4 mars à l'amphithéâtre Pierre-Mendès-France : Camille Lecrique.... »" extrait de l'article publié dans le journal L'Ardennais[33].
- « Camille Lecrique.....poète, très attaché à l'Ardenne...Parmi ses œuvres, Le Clavier de granit, inspiré par la Bretagne, région qu'il aimait, fut distingué par un prix... » extrait de l'article publié dans le journal L'Ardennais[34].
- La municipalité de Charleville-Mézières lui a rendu hommage en donnant son nom à une rue de la ville et en apposant une plaque commémorative à l'École élémentaire Baudin-Dolet où il étudia et enseigna[10]. Yanny Hureaux relate cet évènement dans un de ses ouvrages « Ce soir à 17 heures, dans l'école  Baudin à Charleville-Mézières, Roger Mas, le maire du chef-lieu, dévoilera une plaque rappelant qu'un poète y enseigna durant vingt-quatre ans »[35]. Son nom a été également donné à une rue de Donchery.
- Jean Heber Suffrin présente Camille Lecrique dans un livre intitulé Figures ardennaises, livre qui a pour objectif de faire connaître davantage des grands noms de l'Ardenne, française et belge, par une vingtaine de figures ardennaises[36].